# Долгощелля
Долгощелля (рос. Долгощелье) — село в Мезенському районі Архангельської області Російської Федерації.
Населення становить 617 осіб. Органом місцевого самоврядування до 2021 року Долгощельське муніципальне утворення.

## Історія
Від 1937 року належить до Архангельської області.
Від 2004 року належить до муніципального утворення Долгощельське муніципальне утворення.

## Населення
| 2002 | 2010 | 2012 |
| ---- | ---- | ---- |
| 744  | ↘610 | ↗617 |